# Kirguistán en los Juegos Paralímpicos de Atlanta 1996
Kirguistán estuvo representado en los Juegos Paralímpicos de Atlanta 1996 por dos deportistas masculinos. El equipo paralímpico kirguís no obtuvo ninguna medalla en estos Juegos.